# António José de Almeida

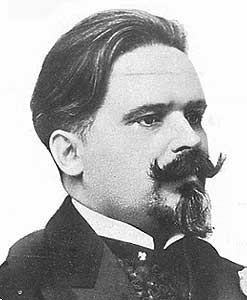
António José de Almeida.

António José de Almeida (São Pedro de Alva, Penacova, 27 juli 1866 - Lissabon, 31 oktober 1929) was een Portugees politicus ten tijde van de Eerste Portugese Republiek. Hij was onder andere premier en president van Portugal.

## Levensloop
Hij studeerde geneeskunde aan de Universiteit van Coimbra. Al sinds zijn jeugd was hij aanhanger van de republikeinen en tijdens zijn studententijd publiceerde hij het artikel Bragança, de laatste waarin hij de spot dreef met koning Karel I. Hierdoor moest hij drie maanden in de gevangenis verblijven wegens majesteitsschennis. Na zijn gevangenisstraf verbleef hij in de toenmalige Portugese koloniën Angola en São Tomé en Principe, waar hij actief werd als arts.
Nadat op 6 oktober 1910 de republiek werd uitgeroepen, werd hij van oktober 1910 tot september 1911 minister van Binnenlandse Zaken in de voorlopige regering van Teófilo Braga. In deze functie liet hij faculteiten geneeskunde oprichten aan de Universiteit van Lissabon en aan de Universiteit van Porto. 
Binnen de republikeinen was hij de leider van de gematigde fractie die tegen Afonso Costa waren. De gematigden verkozen op 24 augustus 1911 Manuel de Arriaga tot de eerste Portugese president en dit ten koste van Bernardino Machado, de kandidaat die Afonso Costa had gekozen. Na het uiteenvallen van de Republikeinse Partij richtte hij de Evolutionistische Partij op, die aanvankelijk in de oppositie zat. Op 12 juni 1916 werd hij premier en minister van Financiën van Portugal, wat hij bleef tot en met 25 april 1917. In 1919 fuseerde de Evolutionistische Partij met de Republikeinse Unie van Manuel de Brito Camacho tot de Liberaal Republikeinse Partij.
Op 6 augustus 1919 werd hij verkozen tot president van Portugal en bleef dit tot en met 5 oktober 1923. Hij was daarmee de enige president tijdens de Eerste Portugese Republiek die zijn mandaat van vier jaar vervolledigde. Tijdens zijn presidentschap kende Portugal een grote politieke instabiliteit en een groot aantal regeringswissels op korte tijd. Hij wordt ook herinnerd wegens zijn bezoek aan Brazilië in 1922, toen dit land zijn honderdste onafhankelijkheidsverjaardag vierde. Hier werd hij opgemerkt als een briljant spreker.
Daarnaast was hij ook vrijmetselaar. In 1929 werd hij verkozen tot grootmeester, maar wegens ziekte weigerde hij dit mandaat. Eind oktober 1929 overleed António de Almeida. 
Manuel de Arriaga · Teófilo Braga · Bernardino Machado · Sidónio Pais · João do Canto e Castro · António José de Almeida · Manuel Teixeira Gomes · Bernardino Machado · Mendes Cabeçadas · Gomes da Costa · António Óscar Carmona · António de Oliveira Salazar · Francisco Craveiro Lopes · Américo Tomás · António de Spinola · Francisco da Costa Gomes · António Ramalho Eanes · Mário Soares · Jorge Sampaio · Aníbal Cavaco Silva · Marcelo Rebelo de Sousa
- Bibliothèque nationale de France: cb11262454d (data)
- Gemeinsame Normdatei: 131989693
- International Standard Name Identifier: 0000 0000 8013 1457
- Library of Congress Control Number: no2008125713
- Nationale Bibliotheek van Israël: 987007417244005171
- Nederlandse Thesaurus van Auteursnamen: 079166598
- Système universitaire de documentation: 109230302
- Virtual International Authority File: 120788410
- WorldCat: E39PBJvCP4HCMVkWQRtKDyQDv3